# Fontaine du bassin Soufflot
Pour les articles homonymes, voir Soufflot.
Ne doit pas être confondu avec Fontaine Pastorale.
La fontaine du bassin Soufflot appelé aussi le « Bassin pastoral » est située dans le 6e arrondissement de Paris, sur la place Edmond-Rostand en face de la rue Soufflot, qui conduit au Panthéon.

## Historique
Au cœur du Quartier latin de Paris, l'actuelle place Edmond-Rostand sur laquelle se trouve la fontaine fut aménagée sur l’ancienne place Saint-Michel lors de la création du boulevard Saint-Michel en 1862. Elle occupe une ancienne partie de la rue de Médicis, qui longe le jardin du Luxembourg, et fut renommée en 1924 en l'honneur de l'écrivain et poète français Edmond Rostand (1868-1918), auteur de Cyrano de Bergerac. La fontaine se trouve dans le prolongement de la rue Soufflot, qui mène au Panthéon.
La fontaine du bassin Soufflot a été construire par l'architecte Gabriel Davioud en 1862, sous le règne Napoléon III, pour décorer l'actuelle place Edmond-Rostand  dans le 6e arrondissement de Paris. La sculpture en bronze qui orne le bassin a été créée en 1862 par Gustave Adolphe Désiré Crauk et installée en 1864 (en 1884 selon certains sources). Elle est reproduite à Cheptainville. Sa maquette en plâtre, acquise par la ville de Paris, est exposée à l'Exposition universelle de 1878. Une esquisse en galvanoplastie datée de 1876 est conservée par le musée des Beaux-Arts de Valenciennes.

## Description
Une belle vasque construite par Gabriel Davioud a été agrémentée en 1884 par la sculpture en bronze de Gustave Adolphe Désiré Crauk représentant un triton et une néréide tenant un grand coquillage, d'où l'eau jaillit et se déverse dans le bassin.

## Galerie

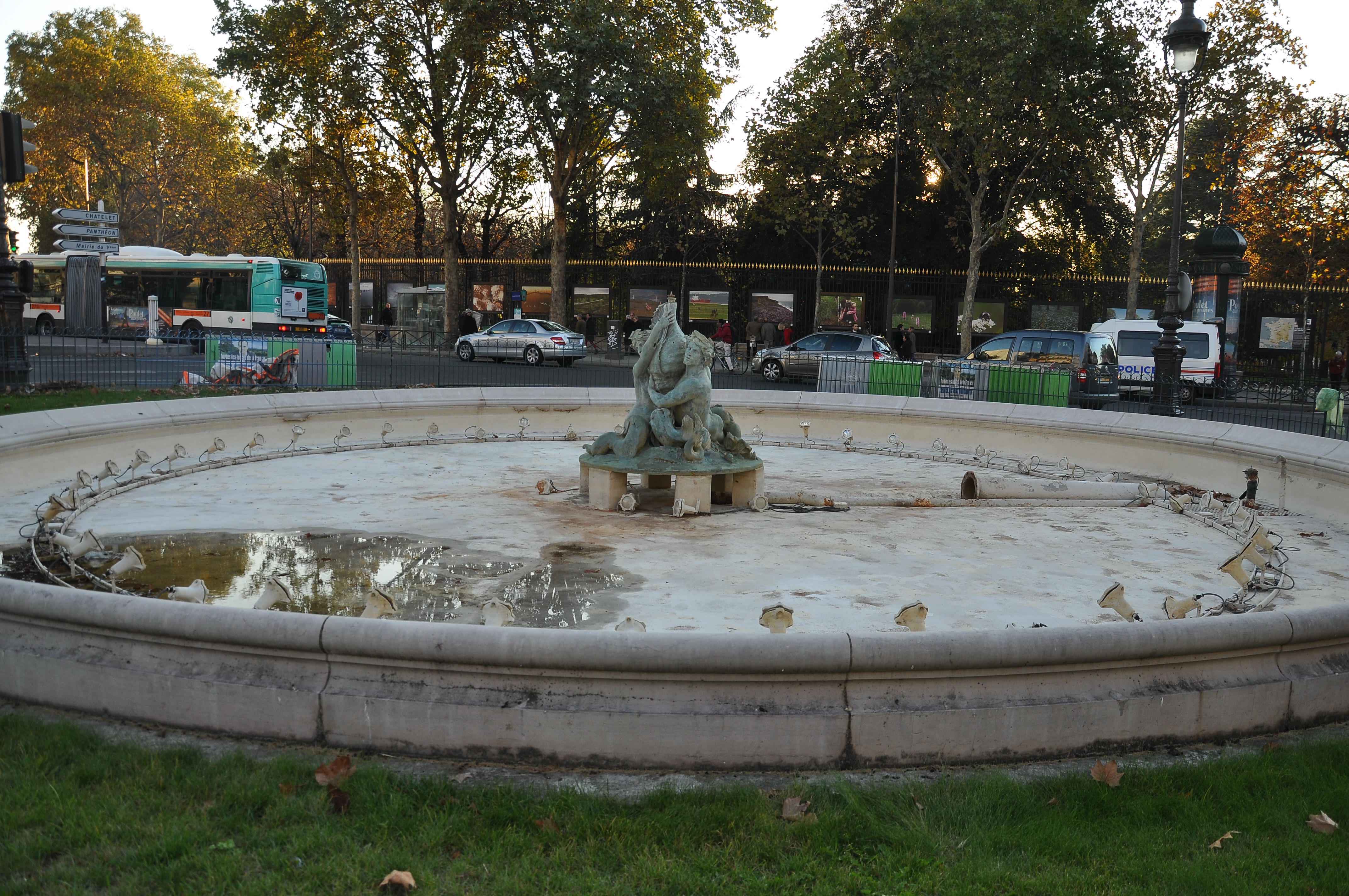
Vue sur jardin du Luxembourg.
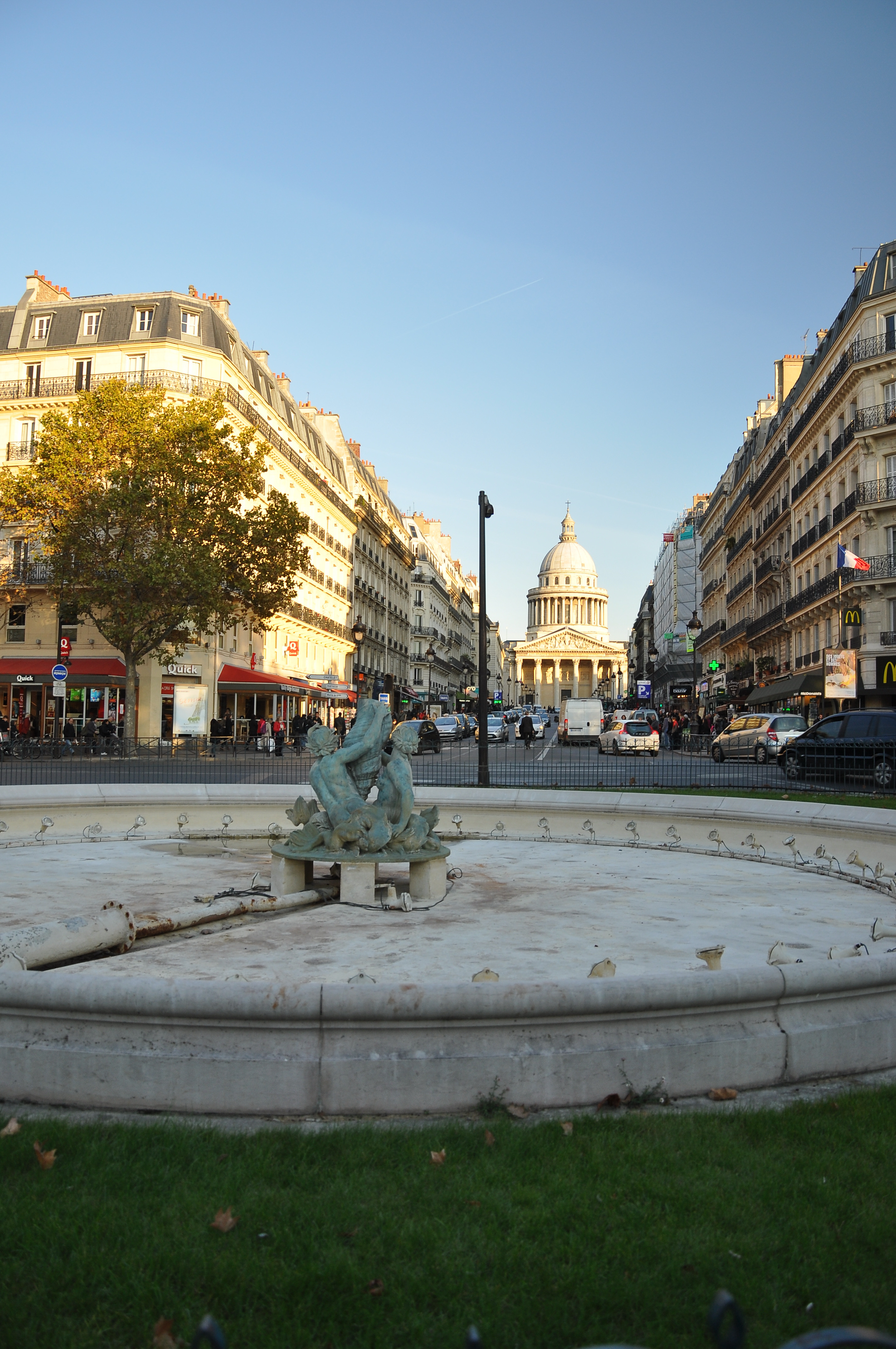
Vue sur la rue Soufflot et Panthéon.